# 京都府道139号桂停車場線
京都府道139号桂停車場線（きょうとふどう139ごう かつらていしゃじょうせん）は、京都府京都市西京区を通る一般府道である。

## 概要
京都市西京区桂野里町から京都市西京区桂木ノ下町に至る。400 mほどの短い府道である。桂駅前商店街となっている。

### 路線データ
- 起点：京都市西京区桂野里町（阪急京都本線・阪急嵐山線 桂駅前）
- 終点：京都市西京区桂木ノ下町（京都府道142号沓掛西大路五条線交点）
- 総延長：400 m程度

## 地理

### 通過する自治体
- 京都市（西京区）

### 交差する道路
| 交差する道路                             | 交差する場所 | 交差する場所 |
| ---------------------------------------- | ------------ | ------------ |
| 京都府道142号沓掛西大路五条線 / 山陰街道 | 桂木ノ下町   | 終点         |

### 沿線
- 阪急京都本線・阪急嵐山線 桂駅
- 京都銀行 桂支店
- 京都中央信用金庫 桂駅前支店
- 社会福祉法人京都基督教福祉会 桂保育園
- 京都桂郵便局
- 西京消防署 桂消防出張所
- 桂地蔵寺